# C·奧古斯特·杜邦
C·奧古斯特·杜邦（C. Auguste Dupin）是登場於愛倫·坡推理小說筆下的偵探。也被當成小說世界裡的第一位偵探。杜邦也成為許多後起者的典範（最出名的莫過於夏洛克·福爾摩斯）。故事中杜邦是一位沒落貴族，與他不知名諱的密友同住在巴黎，並由這位友人闡述其偵探故事。許多推理小說所設計的模式可以由杜邦的冒險中看出端倪：行為古怪卻推理精闢的私家偵探、常常犯錯的警察還有一位闡述探案故事的親密好友。杜邦也有著許多名偵探的共同特點，運用驚人的推理能力與觀察力緝兇。

## 登場作品
杜邦所登場的三個探案有：
- 《莫爾格街兇殺案》——The Murders in the Rue Morgue（1841）
- 《瑪麗·羅傑奇案》——The Mystery of Marie Roget（1842）
- 《失竊的信》——Purloined Letter（1844）

## 其他作品
神探杜邦之後仍有七個短篇的系列作品，他們由麥克·哈里森所撰寫，出版在1960年代的《艾勒里·昆恩推理雜誌》。神探杜邦的故事被出版商邁克羅夫特＆莫蘭收錄在1968年出版的《游俠杜邦的功勳》。其中完整收錄原作者愛倫·坡與麥克·哈里森所撰寫的作品。
新的故事包括：
- 《The Vanished Treasure》（1965年五月）
- 《The Mystery of the Fulton Documents》（1965年九月）
- 《The Man in the Blue spectacles》（1966年五月）
- 《The Mystery of the Gilded Cheval-Glass》（1967年一月）
- 《The Fires in the Rue St. Honoré》（1967年一月）
- 《The Facts in the Case of the Missing Diplomat》（1968年四月）

法國作家杰拉德·杜爾（Gerard Dole）也撰寫了一系列杜邦的故事，其中也被安妮塔·康拉德（Anita Conrade）翻譯成英文。小說家喬治·埃貢·哈渥禮（George Egon Hatvary）也曾在自己的作品《The Murder of Edgar Allan Poe》（1997）寫到這位名偵探。故事描述到，杜邦在1849年到美國調查愛倫·坡死亡的命案。在這部故事裡，杜邦與愛倫·坡大約在1982年的巴黎成為好友，才使得愛倫·坡有機會寫出前述的三部推理小說。哈渥禮的寫作手法與愛倫·坡極為相似，因此許多人誤以為這兩人是同一個人。
杜邦也在其他類型的作品登場：漫畫書的初登場是在愛倫·摩爾所作的《The League of Extraordinary Gentlemen》，在該作裡，神探協助追蹤並制服可怕的海德先生（這個角色來自作品《化身博士》，是一位詐死並隱居在巴黎的怪人）。另外，還有馬修·珀爾所作的《愛倫坡暗影》之中，一名角色以愛倫·坡創作杜邦時的原型之身分出場。

## 對文學的影響

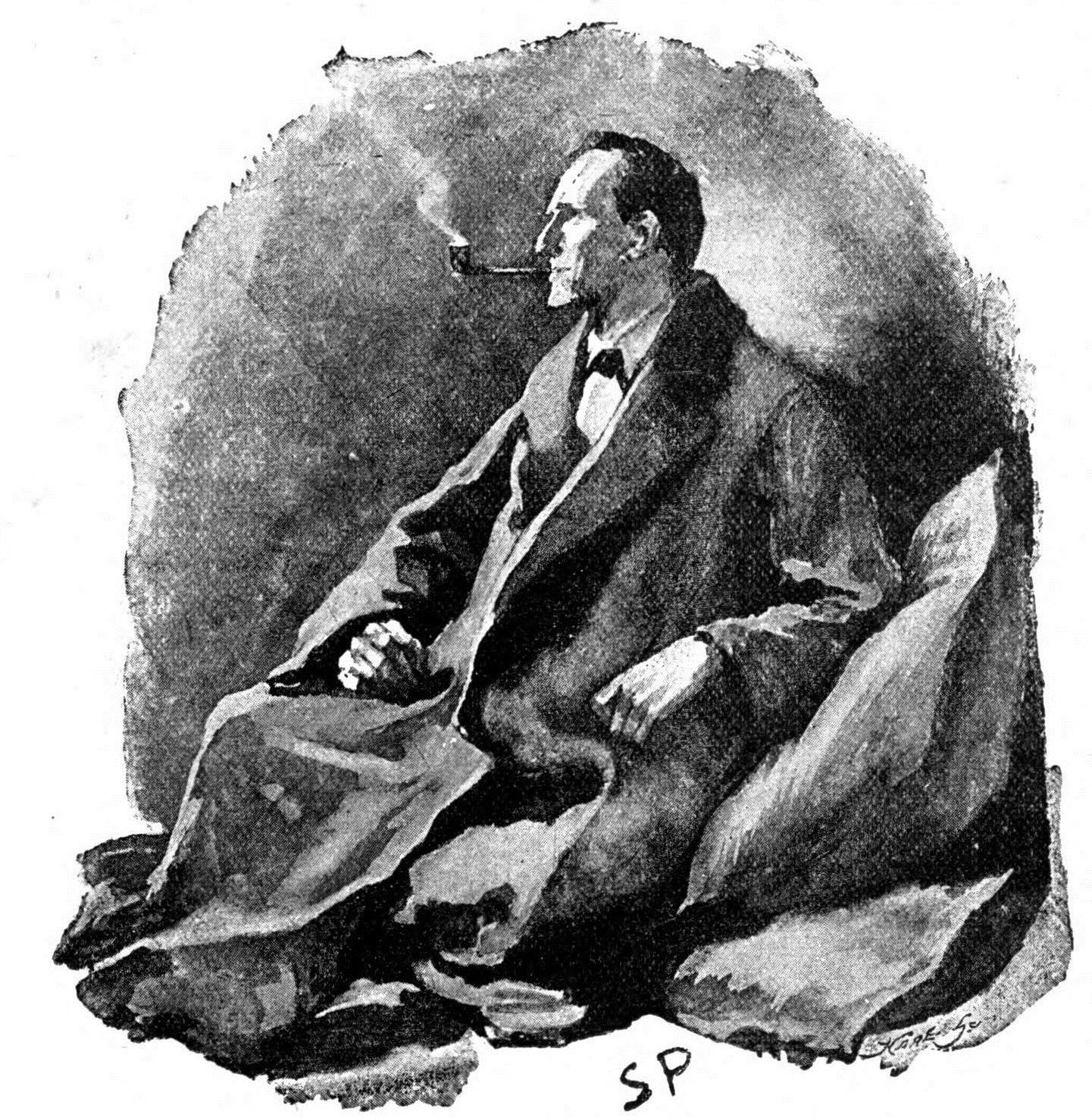
柯南·道爾筆下的福爾摩斯是受到杜邦影響的幾位名偵探之一。

英國作家亞瑟·柯南·道爾的《福爾摩斯探案》直接受到愛倫·坡推理小說的影響，柯南·道爾本人就曾經表示：「愛倫·坡每一篇偵探小說都是整個偵探文學的根源」。
儘管夏洛克·福爾摩斯的原型之一就是C·奧古斯特·杜邦，但在福爾摩斯的初探案《血字的研究》裡，当華生醫生將福爾摩斯與神探杜邦做比較时，亞瑟·柯南·道爾卻藉由福爾摩斯回答：
|  | 或許，你以為將我和杜邦比較是在恭維我，但在我來看，杜邦只是差勁的同事。在一刻鐘的沉默之後，用一句恰好的提點侵入他朋友思緒中，這種把戲十分愛現而且膚淺。他無庸置疑有些分析天才，但決不是愛倫‧坡樂見的現象。」（"No doubt you think you are complimenting me in comparing me to Dupin. Now in my opinion, Dupin was a very inferior fellow. That trick of his of breaking in on his friends' thoughts with an apropos remark after a quarter of an hour's silence is really very showy and superficial. He had some analytical genius, no doubt; but he was by no means such a phenomenon as Poe appeared to imagine."） |

此外福爾摩斯探案裡的《波希米亚丑闻》事件的明顯仿自《失竊的信》一案。而《硬纸盒探案》中福爾摩斯明確分析出華生醫生內心想法的情節亦仿自於《莫爾格街兇殺案》裡杜邦的作法。

## 其他媒體
- 在系列小說的第七集《邪惡的村子》中，反派偽裝成「探長杜邦」。